# Igualitaria centro de estudios
Igualitaria - Centro de Estudios sobre Democracia y Constitucionalismo es una institución con sede en la ciudad de Buenos Aires (Argentina), dedicada al estudio y la promoción de reformas jurídicas e institucionales destinadas a fortalecer la democracia y los derechos humanos. 

## Miembros
Algunos de sus miembros son Víctor Abramovich, Roberto Gargarella, Marcelo Alegre, Paola Bergallo, Leonardo Filippini, Julieta di Corleto, Leonardo Pitlevnik, Juan González Bertomeu, Ezequiel Nino, Martín Sigal, Gustavo Maurino.